# Misato Nakamura
Misato Nakamura 中村 美里 (Nakamura Misato?) (Hachiōji, 28 aprile 1989) è una judoka giapponese, vincitrice della medaglia di bronzo nella categoria 52 kg a Pechino 2008 e a Rio de Janeiro 2016.

## Palmarès
- Giochi olimpici

Pechino 2008: bronzo nei 52 kg.
Rio de Janeiro 2016: bronzo nei 52 kg.
- Mondiali

Rotterdam 2009: oro nei 52kg.
Tokyo 2010: argento nei 52kg.
Parigi 2011: oro nei 52kg
Astana 2015: oro nei 52kg
- Giochi Asiatici

Doha 2006: bronzo nei 48kg.
Canton 2010: oro nei 52kg.
Incheon 2014: oro nei 52kg.